# Jan Backman (politiker)
Jan Ingemar Backman, född 1 april 1939 i Uppsala, är en svensk politiker (moderat), som var riksdagsledamot 1991–2002 från Skåne läns västra valkrets. Under studietiden vid Uppsala universitet var han ordförande i Föreningen Heimdal.[källa behövs]